# 大慶大学校
大慶大学校（英称: Daekyeung College）は、慶尚北道慶山市に本部を置く大韓民国の私立大学である。1993年に設置された。

## 学科紹介
- 芸能系例
  - 演劇映画科、ミュージカル科、放送MC科、芸能マネージメント公演イベント科、実用音楽科、実用ダンス科、モデル科、ファッションスペシャルリスト科
- 体育系例
  - 警護保安科、スポーツ健康科学科、国際テコンドー科、ゴルフ科
- 工学マーケティング系例
  - VMD科、インターネットゲーム科、オンラインマーケティング科、ファッションショッピングモール科
- 人文社会系例
  - 乳児教育科、自動車ディーラー科、軍事学科、警察行政科、社会福祉科、航空運航科、観光クルーズ乗務員科、ホテルマネージメント科
- 自然科学系例
  - ホテル管理学部、世界ホテル製菓製パン科、ヘアーデザイン科、メイクアップ科、皮膚美容科、扮装芸術科、動物訓練イベント科
- 保健系例
  - 看護科、臨床病理科、メガネ光学科、病院医療行政科

## 有名人
大慶大学校出身有名人
- EZE / 歌手 / 1995年2月12日
- コン・ヒョクジュン/インターネット放送局/1992年12月18日
- キム・ソンギュ/歌手/所属グループインフィニット/デビュー2010年Mnet「インフィニット！あなたは私の兄弟です」
- バリエーション/元プロゲーマー/ 1987. 2. 5。
- ソン・ギョンホ/プロゲーマー/1995. 6. 30.
- エル/キム・ミョンス/タレント、歌手/所属グループインフィニット、インフィニットF/デビュー2010年Mnet「インフィニット！あなたは私の兄弟です」
- 塩ボソン / 元プロゲーマー / 1990. 3. 29. / デビュー 2004年プロゲーマー活動
- ヨンジェ / チェ・ヨンジェ / 歌手 / 1996. 9. 17. / 所属グループ GOT7 / デビュー 2014. 01. 16 GOT7 ミニアルバム [Got it?]
- 原筆 / 歌手 / 1994. 4. 28. / 所属グループ DAY6, DAY6 (Even of Day)
- ユギョム / 歌手 / 1997. 11. 17. / 所属グループ GOT7, Jus2
- シン・イ/チャン・スンヒ/映画俳優
- アン・ボヒョン/映画俳優、タレント/デビュー2016年映画「ひや」
- イ・ミンギ/タレント、映画俳優/183cm、68kg
- イ・ソンヨル/歌手、タレント/所属グループインフィニット、インフィニットF/デビュー2010年Mnet「インフィニット！あなたは私の兄弟です」
- キム・ウビン / 映画俳優 / 1989. 7. 16. / デビュー 2008年キム・ソリョンオムショーモデル
- イ・デヨル / 歌手 / 1993. 2. 11. / 所属グループ ゴールデンチャイルド
- セビン / 歌手 / 1996. 4. 24. / 所属グループ OMEGA X / デビュー 2015. 11. 16 スヌーパー ミニアルバム [Shall We]